# فرانک گاردنر (راننده مسابقه)
فرانک گاردنر عضو نشان استرالیا (به انگلیسی: Frank Gardner) (زادهٔ ۱ اکتبر ۱۹۳۱ در سیدنی، نیو ساوت ولز، درگذشتهٔ ۲۹ اوت ۲۰۰۹ در مرمید واترز، کوئینزلند) رانندهٔ مسابقات اتومبیل‌رانی اهل استرالیا بود. او از ۱۱ ژوئیه ۱۹۶۴ در نه گراند پری از مسابقات جهانی فرمول یک شرکت کرد، اما موفق به کسب هیچ امتیازی نشد.